# Xerocrassa homeyeri
Xerocrassa homeyeri е вид коремоного от семейство Hygromiidae.

## Разпространение
Видът е разпространен в Испания (Балеарски острови).